# Actas de Marusia
Actas de Marusia (bra: Acontecimentos de Marusia ou Actas de Marusia) é um filme mexicano de 1976, do gênero drama, dirigido por Miguel Littín, com roteiro dele e Freddy Taverna G. baseado no livro do chileno Patricio Manns, escrito em 1974, sobre o massacre de Marúsia, ocorrido em 1925.
Foi indicado ao Oscar de melhor filme internacional na edição de 1977 e à Palma de Ouro no Festival de Cannes, representando o México.

## Elenco
- Gian Maria Volonté - Gregorio
- Diana Bracho - Luisa
- Claudio Obregón - Cap. Troncoso
- Eduardo López Rojas - Domingo Soto
- Patricia Reyes Spíndola - Rosa
- Salvador Sánchez - Sebastian
- Ernesto Gómez Cruz - Crisculo 'Medio Juan'
- Arturo Beristáin - Arturo
- Silvia Mariscal - Margarita
- Alejandro Parodi - Espinoza